# Piz Sesvenna
Piz Sesvenna (3204 m n. m.) je hora v pohoří Sesvenna ve švýcarském kantonu Graubünden. Nachází se mezi údolími Val S-charl, Schliniger Tal a Val d'Avigna asi 13 km jihovýchodně od obce Scuol. Na severovýchodních svazích hory se rozkládá ledovec Vadret de Sesvenna. Těsně pod vrcholem probíhá švýcarsko-italská státní hranice.